# Учи.ру
Учи.ру — группа компаний и одноименная образовательная онлайн-платформа. Основана в 2012 году. В группу компаний также входят школа онлайн-репетиторов «Учи. Дома», образовательный портал «Учи. Ответы», сеть офлайн-кружков Учи.ру по программированию, математике и английскому языку, образовательный портал ЯКласс и доп. Мультфильм Заврики. В 2024 году число учеников составило более 18 млн.
Все образовательные курсы и олимпиады Учи.ру соответствуют ФГОС и ПООП.

## История
Проект основали выпускники МФТИ — Иван Коломоец и Евгений Милютин.
В декабре 2012 году платформа Учи.ру стала резидентом Фонда «Сколково».
В 2014 году, когда платформа была доработана и протестирована, состоялся запуск первого курса математики для начальных классов. В этом же году появилась первая олимпиада, а также платформа начала работу в Америке под названием Happy Numbers.
В 2015 году число занимающихся на платформе детей достигло 500 тысяч. Тогда же на Учи.ру появились другие онлайн-олимпиады по разным предметам.
В 2016 году Учи.ру получила статусы лидерского проекта Агентства стратегических инициатив в сфере образования.
В декабре 2016 года платформа получила премию Государственного института русского языка им. А. С. Пушкина за вклад в продвижение русского языка.
В 2017 году Учи.ру начала свою работу в Китае, ЮАР, Индии и Бразилии (под брендом Dragonlearn). Для учеников из этих стран, а также России, была разработана международная олимпиада BRICSMATH.COM.
В 2018 году по инициативе детей среди курсов Учи.ру появился курс по программированию. Финансирование курса было обеспечено с помощью краудфандинг-кампании.
Также в 2018 году Учи.ру запустила онлайн-школу с репетиторами Учи. Дома.
В 2019 году Учи.ру вышла на рынок Индонезии и Вьетнама.
В этом же году состоялась III онлайн-олимпиада по математике BRICSMATH.COM. Участниками стали около 2 млн школьников из пяти стран БРИКС. В 2019 году олимпиада BRICSMATH.COM была включена в Декларацию XI саммита БРИКС в г. Бразилиа.
В сентябре 2019 года Учи.ру в сотрудничестве с региональными министерствами образования начала реализацию проекта «Цифровая школа». В рамках проекта в учебных учреждениях проводятся занятия по математике, а с 2021—2022 учебного года по английскому и программированию с использованием платформы Учи.ру, применяются инновационные модели смешанного обучения. За время реализации проекта 43 региона приняли в нем участие.
В марте 2020 года на международном форуме по кибербезопасности Cyber Security Day 2020 РОЦИТ и Учи.ру объявили о запуске онлайн-курса для учителей по повышению цифровой грамотности. Курс состоит из 11 лекций, темы которых — общие понятия, кибербезопасность, поведение в интернете, пользование онлайн-сервисами, современные технологии и т. д..
Весной 2020 года в связи с пандемией коронавируса и перевода российских школьников на дистанционное обучение, Учи.ру расширила бесплатный доступ ко всем ресурсам платформы для школ и учителей и запустила ряд новых бесплатных сервисов. Например, сервис для проведения индивидуальных и групповых видео-уроков «Виртуальный класс». Также для учеников 1-8 классов стали проводиться онлайн-уроки по разным предметам, для учеников 9 класса — экспресс-курс по подготовке к ОГЭ по математике, для преподавателей и директоров школ — вебинары об организации дистанционного обучения.
С момента введения карантина в РФ на начало апреля активность на платформе возросла в 6 раз, количество уникальных пользователей в день превысило — 3 млн человек. Согласно исследованию, проведенному НИУ ВШЭ, в котором приняли участие 22 600 учителей России, Учи.ру стал самой популярной образовательной онлайн-платформой в период дистанционного обучения.
В апреле 2020 г. Минкомсвязи включил Учи.ру в перечень социально значимых сайтов и онлайн-сервисов, созданный в целях «информационной поддержки граждан в условиях распространения новой коронавирусной инфекции».
В апреле 2020 года Учи.ру занял второе место среди образовательных сайтов мира и 11е среди всех сайтов России (по данным Similarweb).
В июне 2020 года Учи.ру при поддержке Уполномоченного при президенте РФ по правам ребенка запустила благотворительный проект помощи малоимущим многодетным семьям. В его рамках дети получают бесплатный доступ ко всему образовательному контенту платформы на 12 месяцев.
В конце 2020 года, Mail.Ru Group приобрел 25 % акций Учи. Ру за 3,75 млрд руб..
В июне 2021 года Учи.ру приобрела образовательный портал «Ваш урок», а также миноритарную долю в сети школ программирования «КодКласс». А в июле того же года стала совладельцем онлайн-школы TutorOnline.
С августа по декабрь 2021 года Учи.ру совместно с АНО «Национальные приоритеты» провела всероссийский конкурс «Знаешь? Научи!». По условиям конкурса школьники снимали видеоролики на научно-популярную тематику. За организацию конкурса Учи.ру получила премию «За верность науке».
В ноябре 2021 года Учи.ру купила 100 % акций сервиса ЯКласс (вместе с 1,6 трлн заданий по 16 предметам), 4 % которого владел ФРИИ, а 96 % — YaClass Inc.
В конце 2021 года Учи.ру становится группой компаний и объединяет образовательную онлайн-платформу Учи.ру, школу онлайн-репетиторов Учи.ру, образовательный портал Учи. Ответы, сеть офлайн-кружков по программированию, математике и английскому языку, онлайн-ресурс ЯКласс.
В июне 2022 года Учи.ру и НИУ ВШЭ объявили о сотрудничестве в подготовке магистров.
В 2022 году сайт Учи.ру стал самым посещаемым образовательным сайтом в России (данные Similarweb).

## Возможности платформы
Платформа Учи.ру включает онлайн-курсы по школьным предметам для 1-11 классов, а также курсы по подготовке к ВПР, ОГЭ, ЕГЭ, курсы по внешкольным предметам по развитию гибких и метапредметных навыков в формате комиксов и образовательных игр. Ученики изучают предметы школьной программы в интерактивном формате с учетом уровня знаний и индивидуальных особенностей.
| Предметы        | Классы      |
| --------------- | ----------- |
| Алгебра         | 7-11 классы |
| Английский язык | 1-11 классы |
| Биология        | 5-6 классы  |
| География       | 5-7 классы  |
| История         | 5-7 классы  |
| Математика      | 1-6 класс   |
| Обществознание  | 5 класс     |
| Окружающий мир  | 1-4 класс   |
| Русский язык    | 1-9 класс   |
| Физика          | 7-8 класс   |
| Химия           | 8 класс     |
| Геометрия       | 7-11 класс  |
| Литература      | 1-11 класс  |

Учителя имеют бесплатный доступ к платформе. Для учеников бесплатный доступ без ограничений организован во время занятий в школе с учителем до 16.00, а также дополнительный свободный доступ для самостоятельных занятий до 20 заданий в день.
Регистрация в системе происходит через учителей и родителей, после чего они могут зарегистрировать учеников.
- Учителя, зарегистрировавшись на сайте, могут добавить учеников своего класса и дать им логины и пароли для входа на платформу.
- Родители могут зарегистрировать себя и своего ребенка самостоятельно, либо получив код от учителя.

В личном кабинете доступна информация о прохождении ребенком курсов, его успеваемости.
С 2022 года для учителей стали доступны инструменты по диагностике читательской грамотности и гибких навыков учеников.

### Олимпиады
С 2015 года Учи.ру проводит онлайн-олимпиады для учеников 1—11 классов.
| Олимпиада                            | Классы     |
| ------------------------------------ | ---------- |
| Русский язык                         | 1-9        |
| Математика                           | 1-9        |
| Окружающий мир                       | 1-6        |
| Дино-олимпиада                       | 1-4        |
| Финграмотность и предпринимательство | 1-9        |
| Безопасные дороги                    | 1-9        |
| Программирование                     | 1-2        |
| Литература                           | 1-9        |
| Экология                             | 1-9        |
| Английский язык                      | 1-9        |
| BRICSMATH.COM                        | 1-11 класс |
| Шахматы                              | 1-9 класс  |
| «Безопасный интернет»                | 1-9 класс  |

В олимпиаде «Русский с Пушкиным», проведенной в октябре 2016 года совместно с Государственным институтом русского языка им. А. С. Пушкина, приняли участие более 500 тыс. учащихся начальной школы.
В 2018 году проводится Всероссийская метапредметная олимпиада «Ближе к Дальнему», организованная Дальневосточным федеральным университетом совместно с Агентством по развитию человеческого капитала на Дальнем Востоке и онлайн-платформой Учи.ру.
В 2019 году в третий раз была проведена всероссийская олимпиада «Юный Предприниматель», в которой приняли участие около 1 млн российских школьников.
В январе 2020 года стало известно, что вузы из 9 регионов России предоставят бонусы (дополнительные баллы, повышенную стипендию или скидки на обучение) финалистам математической олимпиады, проведенной на платформе Учи.ру при поддержке Агентства стратегических инициатив.
В онлайн-олимпиаде по программированию, которая была проведена на платформе в январе 2020 года, приняли участие более полумиллиона учеников 1-11 классов.
С 2020 года Учи.ру совместно с Минтранс, МВД, Минпросвещения и АНО «Национальные приоритеты» проводит олимпиаду «Безопасные дороги». Цель проекта — привить детям культуру правильного и безопасного поведения, сократить число случаев детского травматизма на дорогах. В 2021 году участие в олимпиаде приняло более 3,7 млн школьников.
В 2021 году количество участников олимпиад Учи.ру составило более 6 млн.

## Труды
Инфраструктура платформы Учи.ру это облачный стек технологий. Все проекты располагаются в разных публичных облачных сервисах. Первые два года проект размещался на платформе Heroku, затем переехал на IaaS платформы.
Все приложения запускаются в Docker, развертывание программного обеспечения осуществляется с помощью программы Shaman, разработанной внутри компании. Настройка серверов выполняется с помощью системы управления конфигурациями Ansible. Для управления ресурсами инфраструктуры в виде кода используется Terraform.
Frontend: TypeScript + Javascript, React, Redux, Mobx. Backend: Ruby On Rails +Node.js, Go, Python, ActiveRecord и SQL.
Процесс обучения на платформе организован с использованием механик интерактивности и геймификации. Адаптивность образовательного процесса осуществляется с помощью технологий искусственного интеллекта — система собирает и анализирует данные о процессе обучения и выстраивает индивидуальную программу обучения для ученика.

## Показатели деятельности
В 2022 году число зарегистрированных учеников достигло 10 млн, родителей — 5 млн, учителей — 450 тыс. В 2022 году число сотрудников компании составило более 750 человек.

## Награды и рейтинги

### 2017
- Премия MUF’17 Community Awards в «Научно-образовательные инициативы»[65]

### 2018
- 7е место в рейтинге крупнейших EdTech-компаний России по версии РБК[8].

### 2019
- 2-е место Международном конкурсе технологических продуктов в образовании Edcrunch Award Product-2019 в номинации «Лучший технологический продукт в образовательной сфере для потребителя»[66][67].

### 2020
- Победитель премии Минцифры России «Цифровые вершины 2020» в номинации «Лучшие решения для дистанционного обучения»[68].
- Признана третьей крупнейшей российской EdTech-компанией по версии РБК и Smart Ranking[69].
- 2-е место среди самых посещаемых образовательных сайтов мира по данным SimilarWeb[49].
- В марте 2020 на конференции EdTech Review (Индия) проект BRICSMATH.COM стал победителем в категории Math Solution of the Year[70].

### 2021
- Диплом II степени VII Всероссийской премии «За верность науке» за конкурс научно-популярных видео «Знаешь? Научи!»[71].
- Премия Минцифры России «Цифровые вершины 2021» в номинации «Лучшее IT-решение для дополнительного образования»[72].
- 1-е место в международном конкурсе технологических компаний в образовании GESAwards Russia 2021[73].
- Курс по финансовой грамотности занял 2-е место на международном конкурсе EdCrunch Award OOC 2021 в одноименной номинации, курс по программированию для 1-6 классов — 3-е в номинации «Творческое программирование»[74].

### 2022
- Премия «Лучший социальный проект России» за онлайн-олимпиаду «Безопасные дороги»[75].

## Исследования
- В мае 2019 года были представлены результаты исследования, проведенного Министерством образования и науки Чечни совместно с платформой «Учи.ру». В ходе исследования 1600 учеников в течение двух месяцев изучали математику в смешанном формате — в школе с учителем и выполняя задания на онлайн-сервисе. Результаты показали, что темп прироста знаний при таком формате обучения увеличивается в среднем в два раза[76].
- В сентябре 2019 года было «Учи.ру» провел исследование «Цифровые технологии для учителя», в котором участвовало 2700 российских педагогов. Учителя ответили на вопросы об использовании соцсетей и мессенджеров, гаджетов и других цифровых устройств в рамках учебного процесса. Результаты показали, что 98 % учителей используют цифровое оборудование, а цифровые технологии могут освободить педагогу от 5 до 10 полных рабочих дней в году[77].
- С октября 2021 года по май 2022 года в Курской области проводилось исследование по оценке прироста знаний за счет использования цифровых ресурсов на уроках математики. В исследовании приняло участие 3,5 тыс. учеников 5-9 классов. Согласно результатам, модель смешанного обучения, при которой во время обычных уроков задействованы цифровые ресурсы, повышает прирост знаний в среднем на 3,9 %[78].
- Осенью 2021 года Учи.ру совместно с VK Образование провели опрос среди учеников и учителей и выяснили, сталкиваются ли дети с кибербуллингом и насколько об этом осведомлены взрослые. Согласно ответам школьников, 24 % сталкиваются с кибербуллингом каждый раз, когда ссорятся с кем-то, а 69 % сталкивались с травлей в сети пару раз. Среди учителей — 50 % знают о проблеме и как с ней бороться, для 20 % кибербуллинг — незнакомое явление. В исследовании приняли участие 815 учителей и 105 школьников[79].
- Учи.ру совместно с Добро Mail и Дети Mail провели исследование на тему инклюзивного обучения. Опрос среди 6191 учителей и 6900 родителей показал: 63 % учителей имеют опыт работы с детьми с особенностями развития, 60 % учителей отмечают, что детям с ОВЗ важно учиться со всеми остальными детьми, 25 % родителей положительно относятся к инклюзивному обучению, 18 % — отрицательно, 44 % — нейтрально[80].